# Let’s Dance/Staffel 15
Die 15. Staffel der Live-Tanzshow Let’s Dance begann am 18. Februar 2022 und wurde von Victoria Swarovski und Daniel Hartwich moderiert. Das Finale fand am 20. Mai 2022 statt.

## Die Show

### Rahmen
Am 13. Januar wurden die 14 Kandidaten bekanntgegeben. Am 11. Februar folgte die Bekanntgabe der 14 Profitänzer. Nach Pausen waren Isabel Edvardsson, Ekaterina Leonova und Massimo Sinató wieder mit dabei. Als Neuzugang kam Zsolt Sándor Cseke dazu, der Lebensgefährte von Malika Dzumaev, wodurch neben Renata und Valentin Lusin ein zweites Paar gegeneinander antrat.
Am 18. Februar 2022 begann die Staffel mit der Kennenlernshow. Ersatzjuror Rúrik Gíslason führte aus Staffel 14 mit seiner damaligen Tanzdame Renata Lusin einen Paso Doble vor. Diese durfte nach dem Sieg des Ehepaars Lusin in der Profi-Challenge 2021 ihren Tanzpartner auswählen. Um zu zeigen, dass Tanzen keine Norm und keine Grenzen habe, entschied sie sich für Mathias Mester. Die weiteren Tanzpaare führte RTL zusammen. Die Anzahl an Zuschauern im Studio war aufgrund der COVID-19-Pandemie auf 200 begrenzt. Während der Show galt am Sitzplatz FFP2-Maskenpflicht. Sobald die Moderatoren einen Zuschauer baten, aufzustehen, durfte er die Maske abnehmen. Die Jury war, anders als noch in den Staffeln 13 und 14, nicht mehr durch Plexiglaswände getrennt.

### Ausfälle
Während der Staffel kam es zu etlichen Coronainfektionen unter den Prominenten, Profitänzern, Juroren und Moderatoren, die sich daraufhin in Isolation begeben mussten. Der positiv auf Corona getestete Joachim Llambi konnte an der Kennenlernshow nicht teilnehmen. Nach einem Fernbleiben in Show 1 wurde Hardy Krüger jr. vor Show 2 aufgrund seiner anhaltenden SARS-CoV-2-Infektion aus dem Rennen genommen – Lilly zu Sayn-Wittgenstein-Berleburg rückte nach. Bastian Bielendorfer konnte wegen einer Erkrankung an der zweiten Show nicht teilnehmen, coronabedingt ebenso Andrzej Cibis und Malika Dzumaev. Wegen eines positiven Corona-Tests konnten Caroline Bosbach, Timur Ülker und Lilly zu Sayn-Wittgenstein-Berleburg nicht an der dritten Show teilnehmen, Kathrin Menzinger nicht an Show 4. In der fünften Show setzten René Casselly, Daniel Hartwich und Renata Lusin aufgrund einer SARS-CoV-2-Infektion aus. Vor der sechsten Show zog sich Michelle wegen Rückenschmerzen ganz aus dem Wettbewerb zurück.

## Kandidaten
| Platz | Kandidat                             | Profitänzer              |
| ----- | ------------------------------------ | ------------------------ |
| 01    | René Casselly                        | Kathrin Menzinger        |
| 01    | René Casselly                        | Regina Luca (Show 4)     |
| 02    | Janin Ullmann                        | Zsolt Sándor Cseke       |
| 03    | Mathias Mester                       | Renata Lusin             |
| 03    | Mathias Mester                       | Patricija Ionel (Show 5) |
| 04    | Amira Pocher                         | Massimo Sinató           |
| 05    | Sarah Mangione                       | Vadim Garbuzov           |
| 06    | Bastian Bielendorfer                 | Ekaterina Leonova        |
| 07    | Mike Singer                          | Christina Luft           |
| 08    | Timur Ülker                          | Malika Dzumaev           |
| 08    | Timur Ülker                          | Patricija Ionel (Show 2) |
| 09    | Caroline Bosbach                     | Valentin Lusin           |
| 10    | Michelle                             | Christian Polanc         |
| 11    | Riccardo Basile                      | Isabel Edvardsson        |
| 12    | Lilly zu Sayn-Wittgenstein-Berleburg | Andrzej Cibis            |
| 12    | Lilly zu Sayn-Wittgenstein-Berleburg | Jimmie Surles (Show 2)   |
| 13    | Cheyenne Ochsenknecht                | Evgeny Vinokurov         |
| 14    | Hardy Krüger junior                  | Patricija Ionel          |

## Tänze
| Show                              | Datum            | Tänze in der Show |
| --------------------------------- | ---------------- | --- |
| Kennenlernshow                    | 18. Februar 2022 | Cha-Cha-Cha, Tango, Salsa, Quickstepp oder Wiener Walzer |
| 1. Show                           | 25. Februar 2022 | Quickstepp, Tango, Cha-Cha-Cha, Salsa, Langsamer Walzer oder Wiener Walzer |
| 2. Show – „Born in …“-Special     | 4. März 2022     | Cha-Cha-Cha, Jive, Paso Doble, Rumba, Salsa, Slowfox oder Wiener Walzer |
| 3. Show                           | 11. März 2022    | Cha-Cha-Cha, Charleston, Quickstepp, Rumba, Langsamer Walzer oder Contemporary                                                                                                   |
| 4. Show                           | 18. März 2022    | Contemporary, Tango, Rumba, Jive, Quickstepp, Salsa, Samba, Charleston oder Wiener Walzer, sowie ein „Boys vs. Girls“-Special                                                    |
| 5. Show – Made in Germany-Special | 25. März 2022    | Jive, Quickstepp, Contemporary, Rumba, Langsamer Walzer, Charleston, Slowfox oder Cha-Cha-Cha                                                                                    |
| 6. Show                           | 1. April 2022    | Slowfox, Jive, Samba, Charleston, Salsa, Contemporary, Langsamer Walzer, Tango oder Rumba                                                                                        |
| 7. Show – Love Week-Special       | 8. April 2022    | Salsa, Wiener Walzer, Tango, Langsamer Walzer, Charleston, Jive oder Rumba, sowie ein gruppenweise bewerteter Jury-Teamtanz                                                      |
| 8. Show                           | 22. April 2022   | Quickstepp, Salsa, Cha-Cha-Cha, Tango, Paso Doble oder Slowfox, sowie ein Discofox-Marathon aller sieben Paare                                                                   |
| 9. Show – Magic-Moments-Special   | 29. April 2022   | Freestyle-Programme zu einem Magic Moment, sowie Tanzduelle (Bachata, Streetdance oder Lindy Hop)                                                                                |
| 10. Show                          | 6. Mai 2022      | Einer der noch nicht gezeigten Tänze (Charleston, Jive, Paso Doble, Slowfox oder Tango), sowie Trio-Dances (Rumba, Slowfox, Samba oder Tango)                                    |
| 11. Show – Halbfinale             | 13. Mai 2022     | Zwei der noch nicht gezeigten Tänze (Quickstepp, Contemporary, Charleston, Paso Doble, Rumba oder Tango), sowie improvisierte Tänze (Slowfox, Langsamer Walzer, Jive oder Salsa) |
| 12. Show – Finale                 | 20. Mai 2022     | Jurytanz, Lieblingstanz sowie ein Freestyle |
| Profi-Challenge                   | 27. Mai 2022     | Freestyle-Programme |

## Ergebnisse
| Paar                                                                 | Platz | Letzter Tanz                         | Auf- takt | 1   | 2   | 3   | 4 6  | 5   | 6    | 7 9   | 8 10  | 9        | 10       | 11          | 12          | ø je Tanz |
| -------------------------------------------------------------------- | ----- | ------------------------------------ | --------- | --- | --- | --- | ---- | --- | ---- | ----- | ----- | -------- | -------- | ----------- | ----------- | --------- |
| René Casselly & Kathrin Menzinger • Regina Luca                      | 1     | Cha-Cha-Cha, Tango, Freestyle        | 19        | 19  | 23  | 29  | 26+8 | – 7 | 20   | 30+19 | 26+4  | 60 30+30 | 53 23+30 | 84 28+29+27 | 88 28+30+30 | 26,50     |
| Janin Ullmann & Zsolt Sándor Cseke                                   | 2     | Cha-Cha-Cha, Contemporary, Freestyle | 22        | 20  | 22  | 30  | 26+7 | 28  | 29   | 30+19 | 30+8  | 60 30+30 | 60 30+30 | 80 26+30+24 | 86 27+29+30 | 27,53     |
| Mathias Mester & Renata Lusin • Patricija Ionel                      | 3     | Rumba, Paso Doble, Freestyle         | 16        | 21  | 25  | 21  | 29+8 | 25  | 16   | 26+19 | 20+10 | 42 22+20 | 53 26+27 | 72 24+29+19 | 84 24+30+30 | 23,68     |
| Amira Pocher & Massimo Sinató                                        | 4     | Quickstepp, Tango, Slowfox           | 21        | 14  | 17  | 21  | 22+7 | 25  | 30   | 22+19 | 23+6  | 55 30+25 | 51 28+23 | 73 23+28+22 |             | 23,38     |
| Sarah Mangione & Vadim Garbuzov                                      | 5     | Charleston, Rumba                    | 15        | 16  | 22  | 20  | 30+7 | 21  | 23   | 22+19 | 22+3  | 48 22+26 | 47 22+25 |             |             | 22,00     |
| Bastian Bielendorfer & Ekaterina Leonova                             | 6     | Freestyle, Streetdance               | 10        | 8   | – 4 | 7   | 9+8  | 13  | 17   | 17+19 | 16+2  | 26 13+13 |          |             |             | 12,30     |
| Mike Singer & Christina Luft                                         | 7     | Tango, Discofox                      | 15        | 10  | 17  | 19  | 15+8 | 23  | 26   | 22+19 | 22+1  |          |          |             |             | 18,78     |
| Timur Ülker & Malika Dzumaev • Patricija Ionel                       | 8     | Wiener Walzer                        | 18        | 15  | 11  | – 5 | 24+8 | 20  | 26   | 19+19 |       |          |          |             |             | 19,00     |
| Caroline Bosbach & Valentin Lusin                                    | 9     | Langsamer Walzer                     | 16        | 15  | 11  | – 5 | 16+7 | 14  | 16 8 |       |       |          |          |             |             | 14,67     |
| Michelle & Christian Polanc                                          | 10    | Rumba                                | 15        | 17  | 11  | 14  | 19+7 | 16  | –    |       |       |          |          |             |             | 15,33     |
| Riccardo Basile & Isabel Edvardsson                                  | 11    | Salsa                                | 15        | 13  | 15  | 17  | 13+8 |     |      |       |       |          |          |             |             | 14,60     |
| Lilly zu Sayn-Wittgenstein-Berleburg & Andrzej Cibis • Jimmie Surles | 11    | Quickstepp                           | 14        | 11  | 7 3 | – 5 | 16+7 |     |      |       |       |          |          |             |             | 12,00     |
| Cheyenne Ochsenknecht & Evgeny Vinokurov                             | 13    | Rumba                                | 13        | 20  | 15  |     |      |     |      |       |       |          |          |             |             | 16,00     |
| Hardy Krüger jr. & Patricija Ionel                                   | 14    | Tango 1                              | 13        | – 2 | – 2 |     |      |     |      |       |       |          |          |             |             | 13,00     |

Grüne Zahlen: höchste erreichte Jury-Punktzahl der Show
Rote Zahlen: niedrigste erreichte Jury-Punktzahl der Show
Nach Jury- und Zuschauervoting Letztplatzierte
Durch Direktticket vor Ausscheiden geschützt
Weitergekommen ohne Präsentation eines Tanzes
Krankheitsbedingtes (Regulatorisches) Aus
* Punkte in Normalgröße: Wertungen in Standardtänzen oder vergleichbaren Tänzen (bilden Durchschnittswert)
* Punkte in Kleinschrift in oberer Zeile: Wertungen für Sondertänze
* Punkte in Kleinschrift in unterer Zeile: Zusammensetzung der Gesamtwertung bei zwei oder mehr Standardtänzen
1 mit Renata Lusin und Isabel Edvardsson
2 Hardy Krüger jr. wurde vor Show 1 und 2 jeweils positiv auf CoVid-19 getestet; das zweimalige Nichtantretenkönnen hintereinander bedeutete laut Regularien das Aus.
3 Lilly zu Sayn-Wittgenstein-Berleburg rückte für Hardy Krüger jr. nach.
4 Bastian Bielendorfer setzte in Show 2 aufgrund einer Erkältung aus.
5 Caroline Bosbach, Timur Ülker und Lilly zu Sayn-Wittgenstein-Berleburg setzten aufgrund eines positiven Corona-Tests in Show 3 aus.
6 Das Endergebnis setzt sich aus der Wertung für einen Paartanz und der Teamleistung im Battle zusammen.
7 René Casselly setzte aufgrund eines positiven Corona-Tests in Show 5 aus.
8 Caroline Bosbach rückte für die zurückgetretene Michelle nach.
9 Das Endergebnis setzt sich aus den Wertungen für einen Paartanz und für den Jury-Teamtanz zusammen.
10 Das Endergebnis setzt sich aus der Wertung für einen Paartanz und zusätzlichen 1–10 Punkten für den Discofox-Marathon zusammen.

## Einzelne Tanzwochen
| Promi                                | Profitänzer                         | Tanz          | Musik                                                  | Jurypunkte | Jurypunkte | Jurypunkte | Gesamt |
| Promi                                | Profitänzer                         | Tanz          | Musik                                                  | González   | Mabuse     | Gíslason   | Gesamt |
| ------------------------------------ | ----------------------------------- | ------------- | ------------------------------------------------------ | ---------- | ---------- | ---------- | ------ |
| Riccardo Basile                      | Renata Lusin Isabel Edvardsson      | Tango         | Visage – Fade to Grey                                  | 5          | 5          | 5          | 15     |
| Hardy Krüger jr.                     | Renata Lusin Isabel Edvardsson      | Tango         | Visage – Fade to Grey                                  | 5          | 4          | 4          | 13     |
| Amira Pocher                         | Christian Polanc Zsolt Sándor Cseke | Tango         | Peggy Lee – Fever                                      | 7          | 6          | 8          | 21     |
| Janin Ullmann                        | Christian Polanc Zsolt Sándor Cseke | Tango         | Peggy Lee – Fever                                      | 7          | 7          | 8          | 22     |
| Michelle                             | Christina Luft Vadim Garbuzov       | Quickstepp    | Frank Sinatra – I Get a Kick out of You                | 5          | 4          | 6          | 15     |
| Mike Singer                          | Christina Luft Vadim Garbuzov       | Quickstepp    | Frank Sinatra – I Get a Kick out of You                | 5          | 4          | 6          | 15     |
| Bastian Bielendorfer                 | Kathrin Menzinger Ekaterina Leonova | Salsa         | France Gall – (A Banda) Zwei Apfelsinen im Haar        | 3          | 3          | 4          | 10     |
| Mathias Mester                       | Kathrin Menzinger Ekaterina Leonova | Salsa         | France Gall – (A Banda) Zwei Apfelsinen im Haar        | 6          | 4          | 6          | 16     |
| René Casselly                        | Malika Dzumaev Patricija Ionel      | Cha-Cha-Cha   | El Profesor – Bongo Cha-Cha-Cha                        | 6          | 6          | 7          | 19     |
| Timur Ülker                          | Malika Dzumaev Patricija Ionel      | Cha-Cha-Cha   | El Profesor – Bongo Cha-Cha-Cha                        | 6          | 5          | 7          | 18     |
| Caroline Bosbach                     | Valentin Lusin Andrzej Cibis        | Wiener Walzer | Annie Lennox – I Put a Spell on You                    | 5          | 5          | 6          | 16     |
| Lilly zu Sayn-Wittgenstein-Berleburg | Valentin Lusin Andrzej Cibis        | Wiener Walzer | Annie Lennox – I Put a Spell on You                    | 5          | 4          | 5          | 14     |
| Sarah Mangione                       | Massimo Sinató Evgeny Vinokurov     | Cha-Cha-Cha   | Joel Corry, Jax Jones, Charli XCX & Saweetie – Out Out | 5          | 5          | 5          | 15     |
| Cheyenne Ochsenknecht                | Massimo Sinató Evgeny Vinokurov     | Cha-Cha-Cha   | Joel Corry, Jax Jones, Charli XCX & Saweetie – Out Out | 5          | 4          | 4          | 13     |

In der Kennenlernshow wurden die Paare für die Staffel zusammengesetzt. Amira Pocher erhielt die höchstes Bewertung und war in der folgenden Show vor dem Ausscheiden geschützt.
| Tanzpaar                                             | Tanz             | Musik                                       | Jurypunkte | Jurypunkte | Jurypunkte | Gesamt |
| Tanzpaar                                             | Tanz             | Musik                                       | González   | Mabuse     | Llambi     | Gesamt |
| ---------------------------------------------------- | ---------------- | ------------------------------------------- | ---------- | ---------- | ---------- | ------ |
| Cheyenne Ochsenknecht & Evgeny Vinokurov             | Quickstepp       | Lena – Strip                                | 7          | 7          | 6          | 20     |
| Timur Ülker & Malika Dzumaev                         | Quickstepp       | Tarkan – Şımarık                            | 6          | 5          | 4          | 15     |
| Sarah Mangione & Vadim Garbuzov                      | Tango            | Britney Spears – Toxic                      | 6          | 6          | 4          | 16     |
| Lilly zu Sayn-Wittgenstein-Berleburg & Andrzej Cibis | Cha-Cha-Cha      | Boy Meets Girl – Waiting for a Star to Fall | 5          | 4          | 2          | 11     |
| Riccardo Basile & Isabel Edvardsson                  | Wiener Walzer    | Eros Ramazzotti – Se bastasse una canzone   | 6          | 5          | 2          | 13     |
| Caroline Bosbach & Valentin Lusin                    | Quickstepp       | Tony Bennett & Lady Gaga – Cheek to Cheek   | 6          | 5          | 4          | 15     |
| Mike Singer & Christina Luft                         | Salsa            | Maluma & Marc Anthony – Felices Los 4       | 4          | 4          | 2          | 10     |
| René Casselly & Kathrin Menzinger                    | Langsamer Walzer | Billie Eilish – No Time to Die              | 7          | 7          | 5          | 19     |
| Amira Pocher & Massimo Sinató                        | Salsa            | La INDIA – Sedúceme                         | 5          | 5          | 4          | 14     |
| Michelle & Christian Polanc                          | Tango            | Rihanna – Disturbia                         | 6          | 6          | 5          | 17     |
| Janin Ullmann & Zsolt Sándor Cseke                   | Cha-Cha-Cha      | Madonna – Hung up                           | 7          | 6          | 7          | 20     |
| Mathias Mester & Renata Lusin                        | Cha-Cha-Cha      | Calvin Harris & Rag ’n’ Bone Man – Giant    | 7          | 7          | 7          | 21     |
| Bastian Bielendorfer & Ekaterina Leonova             | Quickstepp       | Die Prinzen – Millionär                     | 4          | 3          | 1          | 8      |

In der ersten Show schied Lilly zu Sayn-Wittgenstein-Berleburg aus.
| Tanzpaar                                             | Tanz          | Musik                                                                          | Jurypunkte | Jurypunkte | Jurypunkte | Gesamt |
| Tanzpaar                                             | Tanz          | Musik                                                                          | González   | Mabuse     | Llambi     | Gesamt |
| ---------------------------------------------------- | ------------- | ------------------------------------------------------------------------------ | ---------- | ---------- | ---------- | ------ |
| Cheyenne Ochsenknecht & Evgeny Vinokurov             | Rumba         | Orange Blue – She’s Got That Light (von 2000)                                  | 6          | 5          | 4          | 15     |
| Timur Ülker & Patricija Ionel                        | Rumba         | Richard Marx – Right Here Waiting (von 1989)                                   | 4          | 4          | 3          | 11     |
| Sarah Mangione & Vadim Garbuzov                      | Wiener Walzer | Vaya Con Dios – What's a Woman (von 1990)                                      | 8          | 7          | 7          | 22     |
| Lilly zu Sayn-Wittgenstein-Berleburg & Jimmie Surles | Rumba         | Neil Young – Heart of Gold (von 1972)                                          | 3          | 3          | 1          | 7      |
| Riccardo Basile & Isabel Edvardsson                  | Jive          | Chesney Hawkes – One and Only (von 1991)                                       | 6          | 5          | 4          | 15     |
| Caroline Bosbach & Valentin Lusin                    | Salsa         | Frankie Ruiz – Deseándote (von 1989)                                           | 4          | 4          | 3          | 11     |
| Mike Singer & Christina Luft                         | Cha-Cha-Cha   | The Underdog Project & Alle Farben – Summer Jam – Alle Farben Remix (von 2000) | 6          | 6          | 5          | 17     |
| René Casselly & Kathrin Menzinger                    | Paso Doble    | Faithless – Insomnia (von 1995)                                                | 8          | 8          | 7          | 23     |
| Amira Pocher & Massimo Sinató                        | Slowfox       | Maggie Reilly – Everytime We Touch (von 1992)                                  | 6          | 6          | 5          | 17     |
| Michelle & Christian Polanc                          | Cha-Cha-Cha   | Jürgen Marcus – Eine neue Liebe ist wie ein neues Leben (von 1972)             | 4          | 4          | 3          | 11     |
| Janin Ullmann & Zsolt Sándor Cseke                   | Jive          | Kim Wilde – Kids in America (von 1981)                                         | 8          | 7          | 7          | 22     |
| Mathias Mester & Renata Lusin                        | Paso Doble    | Europe – The Final Countdown (von 1986)                                        | 9          | 8          | 8          | 25     |

In der zweiten Show wurde Hardy Krüger jr. aufgrund seiner anhaltenden SARS-CoV-2-Infektion aus der Show genommen. Lilly zu Sayn-Wittgenstein-Berleburg rückte nach. Bastian Bielendorfer konnte wegen einer Erkrankung nicht teilnehmen. Cheyenne Ochsenknecht schied aus.
| Tanzpaar                                 | Tanz             | Musik                                                               | Jurypunkte | Jurypunkte | Jurypunkte | Gesamt |
| Tanzpaar                                 | Tanz             | Musik                                                               | González   | Mabuse     | Llambi     | Gesamt |
| ---------------------------------------- | ---------------- | ------------------------------------------------------------------- | ---------- | ---------- | ---------- | ------ |
| Sarah Mangione & Vadim Garbuzov          | Cha-Cha-Cha      | Purple Disco Machine & Eyelar – Dopamine                            | 7          | 7          | 6          | 20     |
| Riccardo Basile & Isabel Edvardsson      | Cha-Cha-Cha      | Ofenbach vs Nick Waterhouse – Katchi                                | 6          | 6          | 5          | 17     |
| Mike Singer & Christina Luft             | Charleston       | Sting – Englishman in New York                                      | 7          | 7          | 5          | 19     |
| René Casselly & Kathrin Menzinger        | Quickstepp       | Duke Ellington – It Don’t Mean a Thing (If It Ain’t Got That Swing) | 10         | 10         | 9          | 29     |
| Amira Pocher & Massimo Sinató            | Rumba            | Camila Cabello – Havana                                             | 8          | 7          | 6          | 21     |
| Michelle & Christian Polanc              | Langsamer Walzer | Mariah Carey – Open Arms                                            | 6          | 5          | 3          | 14     |
| Janin Ullmann & Zsolt Sándor Cseke       | Contemporary     | Demi Lovato – Stone Cold                                            | 10         | 10         | 10         | 30     |
| Mathias Mester & Renata Lusin            | Langsamer Walzer | Kenny Rogers – If I Were a Painting                                 | 8          | 7          | 6          | 21     |
| Bastian Bielendorfer & Ekaterina Leonova | Cha-Cha-Cha      | LMFAO – Sexy and I Know It                                          | 3          | 3          | 1          | 7      |

Caroline Bosbach, Timur Ülker und Lilly zu Sayn-Wittgenstein-Berleburg konnten aufgrund eines positiven Corona-Tests nicht an der dritten Show teilnehmen, es schied daher kein Paar aus. An Janin Ullmann vergab die Jury zum ersten Mal in dieser Staffel 30 Punkte; René Casselly erhielt aufgrund der besten Gesamtwertung (Jury und Zuschauer) einen Bonuspunkt für Show vier.
| Tanzpaar                                             | Tanz          | Musik | Jurypunkte                   | Jurypunkte                   | Jurypunkte                   | Gesamt                       |
| Tanzpaar                                             | Tanz          | Musik | González                     | Mabuse                       | Llambi                       | Gesamt                       |
| ---------------------------------------------------- | ------------- | --- | ---------------------------- | ---------------------------- | ---------------------------- | ---------------------------- |
| Sarah Mangione & Vadim Garbuzov                      | Contemporary  | Zoe Wees – Control | 10                           | 10                           | 10                           | 30                           |
| Timur Ülker & Malika Dzumaev                         | Tango         | Adriana Varela – Asi se bila el Tango                                                                                      | 9                            | 8                            | 7                            | 24                           |
| Caroline Bosbach & Valentin Lusin                    | Tango         | Vanessa Paradis – Be My Baby                                                                                               | 6                            | 6                            | 4                            | 16                           |
| René Casselly & Regina Luca                          | Rumba         | Ed Sheeran – Photograph | 9                            | 9                            | 8                            | 26                           |
| Amira Pocher & Massimo Sinató                        | Jive          | Alesha Dixon – The Boy Does Nothing                                                                                        | 8                            | 8                            | 6                            | 22                           |
| Janin Ullmann & Zsolt Sándor Cseke                   | Samba         | Brigitte Bardot – Moi je joue                                                                                              | 9                            | 8                            | 9                            | 26                           |
| Mike Singer & Christina Luft                         | Wiener Walzer | Teesy – Ich lebe für dich                                                                                                  | 6                            | 6                            | 3                            | 15                           |
| Michelle & Christian Polanc                          | Jive          | Bill Ramsey – Ohne Krimi geht die Mimi nie ins Bett                                                                        | 7                            | 7                            | 5                            | 19                           |
| Lilly zu Sayn-Wittgenstein-Berleburg & Andrzej Cibis | Quickstepp    | Spin Doctors – Two Princes                                                                                                 | 6                            | 6                            | 4                            | 16                           |
| Riccardo Basile & Isabel Edvardsson                  | Salsa         | Celia Cruz & Johnny Pacheco – Toro Mata                                                                                    | 5                            | 6                            | 2                            | 13                           |
| Bastian Bielendorfer & Ekaterina Leonova             | Charleston    | Richard Stone – Pinky & The Brain Theme                                                                                    | 4                            | 4                            | 1                            | 9                            |
| Mathias Mester & Renata Lusin                        | Salsa         | Harry Belafonte – Jump in the Line                                                                                         | 10                           | 10                           | 9                            | 29                           |
| „Boys vs. Girls“-Special                             |               | |                              |                              |                              |                              |
| alle Promis                                          | Freestyle     | Medley: Run-D.M.C. – It’s Tricky • Reel 2 Real, The Mad Stuntman & Erick Morillo – I Like to Move It • PSY – Gangnam Style | 7 (Team Girls) 8 (Team Boys) | 7 (Team Girls) 8 (Team Boys) | 7 (Team Girls) 8 (Team Boys) | 7 (Team Girls) 8 (Team Boys) |

In der vierten Show wurde Kathrin Menzinger nach einem positiven Corona-Test durch Regina Luca vertreten. Nach den Einzeltänzen wurden Gruppentänze im Freestyle von den männlichen und weiblichen Prominenten als Battle inszeniert. Riccardo Basile und Lilly zu Sayn-Wittgenstein-Berleburg schieden aus.
| Tanzpaar                                 | Tanz             | Musik                                                          | Jurypunkte | Jurypunkte | Jurypunkte | Gesamt |
| Tanzpaar                                 | Tanz             | Musik                                                          | González   | Mabuse     | Llambi     | Gesamt |
| ---------------------------------------- | ---------------- | -------------------------------------------------------------- | ---------- | ---------- | ---------- | ------ |
| Sarah Mangione & Vadim Garbuzov          | Jive             | Juli – Elektrisches Gefühl                                     | 8          | 7          | 6          | 21     |
| Mike Singer & Christina Luft             | Quickstepp       | Matthias Reim – Verdammt, ich lieb’ Dich                       | 8          | 8          | 7          | 23     |
| Amira Pocher & Massimo Sinató            | Contemporary     | Heinz Rudolf Kunze – Dein ist mein ganzes Herz                 | 8          | 8          | 9          | 25     |
| Michelle & Christian Polanc              | Rumba            | Münchener Freiheit – Ohne dich                                 | 6          | 6          | 4          | 16     |
| Janin Ullmann & Zsolt Sándor Cseke       | Langsamer Walzer | Silbermond – Das Beste                                         | 10         | 9          | 9          | 28     |
| Mathias Mester & Patricija Ionel         | Charleston       | Max Raabe – Mein kleiner grüner Kaktus                         | 9          | 9          | 7          | 25     |
| Bastian Bielendorfer & Ekaterina Leonova | Slowfox          | Roger Cicero – Frauen regier’n die Welt                        | 5          | 5          | 3          | 13     |
| Caroline Bosbach & Valentin Lusin        | Slowfox          | Echt – Du trägst keine Liebe in dir                            | 5          | 5          | 4          | 14     |
| Timur Ülker & Malika Dzumaev             | Cha-Cha-Cha      | Topic, Robin Schulz, Nico Santos & Paul Van Dyk – In Your Arms | 7          | 7          | 6          | 20     |

In der fünften Show musste René Casselly aussetzen, da sein Corona-Test positiv war. Daniel Hartwich und Renata Lusin wurden vertreten. Getanzt wurde auf Musiktitel aus Deutschland. Caroline Bosbach schied aus.
| Tanzpaar                                 | Tanz             | Musik                                             | Jurypunkte | Jurypunkte | Jurypunkte | Gesamt |
| Tanzpaar                                 | Tanz             | Musik                                             | González   | Mabuse     | Llambi     | Gesamt |
| ---------------------------------------- | ---------------- | ------------------------------------------------- | ---------- | ---------- | ---------- | ------ |
| Sarah Mangione & Vadim Garbuzov          | Slowfox          | Barry Manilow – Can't Smile Without You           | 8          | 8          | 7          | 23     |
| Timur Ülker & Malika Dzumaev             | Jive             | The Overtones – Gambling Man                      | 9          | 9          | 8          | 26     |
| René Casselly & Kathrin Menzinger        | Samba            | Tom Jones – It’s Not Unusual                      | 7          | 7          | 6          | 20     |
| Amira Pocher & Massimo Sinató            | Charleston       | Firehouse Five Plus Two – Yes Sir, That’s My Baby | 10         | 10         | 10         | 30     |
| Janin Ullmann & Zsolt Sándor Cseke       | Salsa            | Yuri Buenaventura – Salsa                         | 9          | 10         | 10         | 29     |
| Mike Singer & Christina Luft             | Contemporary     | Shawn Mendes – It'll Be Okay                      | 8          | 9          | 9          | 26     |
| Caroline Bosbach & Valentin Lusin        | Langsamer Walzer | Birdy – People Help the People                    | 6          | 6          | 4          | 16     |
| Bastian Bielendorfer & Ekaterina Leonova | Tango            | Lalo Schifrin – Mission: Impossible Theme         | 6          | 6          | 5          | 17     |
| Mathias Mester & Renata Lusin            | Rumba            | James Blunt – You're Beautiful                    | 6          | 6          | 4          | 16     |

Vor der sechsten Show trat Michelle aus gesundheitlichen Gründen zurück, die Nachrückerin Caroline Bosbach schied erneut aus. Als Aprilscherz kommentierten die Juroren die Vorstellung von Bielendorfer/Leonova zunächst einsilbig negativ.
| Tanzpaar                                                      | Tanz             | Musik | Jurypunkte | Jurypunkte | Jurypunkte | Gesamt |
| Tanzpaar                                                      | Tanz             | Musik | González   | Mabuse     | Llambi     | Gesamt |
| ------------------------------------------------------------- | ---------------- | --- | ---------- | ---------- | ---------- | ------ |
| Sarah Mangione & Vadim Garbuzov                               | Salsa            | Luis Fonsi – Tu Amor                                                                                              | 8          | 8          | 6          | 22     |
| Timur Ülker & Malika Dzumaev                                  | Wiener Walzer    | Kings of Leon – Sex on Fire                                                                                       | 7          | 7          | 5          | 19     |
| René Casselly & Kathrin Menzinger                             | Tango            | John Powell – Assassin's Tango                                                                                    | 10         | 10         | 10         | 30     |
| Amira Pocher & Massimo Sinató                                 | Langsamer Walzer | A Great Big World & Christina Aguilera – Say Something                                                            | 8          | 8          | 6          | 22     |
| Janin Ullmann & Zsolt Sándor Cseke                            | Charleston       | The Andrews Sisters – Bei mir bist du schön                                                                       | 10         | 10         | 10         | 30     |
| Mike Singer & Christina Luft                                  | Jive             | Bruno Mars – Runaway Baby                                                                                         | 7          | 8          | 7          | 22     |
| Bastian Bielendorfer & Ekaterina Leonova                      | Rumba            | Stevie Wonder – I Just Called to Say I Love You                                                                   | 6          | 6          | 5          | 17     |
| Mathias Mester & Renata Lusin                                 | Jive             | The Blues Brothers – Everybody Needs Somebody to Love                                                             | 9          | 9          | 8          | 26     |
| Jury-Teamtänze                                                |                  | |            |            |            |        |
| Team Motsi (René Casselly, Mathias Mester)                    | Freestyle        | Medley: Justin Timberlake – Cry Me a River • Taio Cruz – Higher • Michael Bublé – It Had Better Be Tonight        | 9          | —          | 10         | 19     |
| Team Llambi (Bastian Bielendorfer, Amira Pocher, Mike Singer) | Freestyle        | Medley: Dieter Thomas Kuhn – Sag mir quando, sag mir wann • Über den Wolken • Griechischer Wein • Fiesta Mexicana | 9          | 10         | —          | 19     |
| Team Jorge (Sarah Mangione, Timur Ülker, Janin Ullmann)       | Freestyle        | Medley: Moon River • Por una cabeza • Carlos Gardel & Pérez Prado – Mambo No. 5                                   | —          | 9          | 10         | 19     |

Bastian Bielendorfer erhielt auch diesmal die wenigsten Punkte von der Jury, konnte sich aber dank der Zuschaueranrufe sogar vor dem roten Scheinwerferlicht retten, das auf die Paare mit der geringsten Anzahl aus Jury- und Zuschauerpunkten gerichtet wird. Ums Weiterkommen „zitterten“ Timur Ülker, Mike Singer und Amira Pocher mit ihren Tanzpartnern, ersterer musste die Show verlassen.
| Tanzpaar                                 | Tanz        | Musik | Jurypunkte | Jurypunkte | Jurypunkte | Gesamt |
| Tanzpaar                                 | Tanz        | Musik | González | Mabuse | Llambi | Gesamt |
| ---------------------------------------- | ----------- | --- | --- | --- | --- | --- |
| Sarah Mangione & Vadim Garbuzov          | Quickstepp  | Alphabeat – Fascination | 7 | 8 | 7 | 22 |
| René Casselly & Kathrin Menzinger        | Salsa       | La Maxima 79 – Iboru Iboya | 9 | 9 | 8 | 26 |
| Amira Pocher & Massimo Sinató            | Cha-Cha-Cha | Tom Jones – Kiss | 8 | 8 | 7 | 23 |
| Janin Ullmann & Zsolt Sándor Cseke       | Quickstepp  | La La Land Cast – Another Day of Sun | 10 | 10 | 10 | 30 |
| Mike Singer & Christina Luft             | Tango       | Meduza & Hozier – Tell It to My Heart | 7 | 8 | 7 | 22 |
| Bastian Bielendorfer & Ekaterina Leonova | Paso Doble  | Georges Bizet – Les Toreadors | 6 | 6 | 4 | 16 |
| Mathias Mester & Renata Lusin            | Slowfox     | Stevie Wonder – For Once in My Life | 7 | 7 | 6 | 20 |
| Discofox-Marathon                        |             | | | | | |
| alle Paare                               | Discofox    | Maite Kelly – Einfach Hello Helene Fischer – Jetzt oder nie Buddy, VoXXclub & Markus Becker – Der Wellermann Song Norman Langen – Cordula Grün Peter Wackel – Die Nacht von Freitag auf Montag Dicht und Doof – An die Wand Micha von der Rampe – Party Animal | 1 – Mike Singer & Christina Luft 2 – Bastian Bielendorfer & Ekaterina Leonova 3 – Sarah Mangione & Vadim Garbuzov 4 – René Casselly & Kathrin Menzinger 6 – Amira Pocher & Massimo Sinató 8 – Janin Ullmann & Zsolt Sándor Cseke 10 – Mathias Mester & Renata Lusin | 1 – Mike Singer & Christina Luft 2 – Bastian Bielendorfer & Ekaterina Leonova 3 – Sarah Mangione & Vadim Garbuzov 4 – René Casselly & Kathrin Menzinger 6 – Amira Pocher & Massimo Sinató 8 – Janin Ullmann & Zsolt Sándor Cseke 10 – Mathias Mester & Renata Lusin | 1 – Mike Singer & Christina Luft 2 – Bastian Bielendorfer & Ekaterina Leonova 3 – Sarah Mangione & Vadim Garbuzov 4 – René Casselly & Kathrin Menzinger 6 – Amira Pocher & Massimo Sinató 8 – Janin Ullmann & Zsolt Sándor Cseke 10 – Mathias Mester & Renata Lusin | 1 – Mike Singer & Christina Luft 2 – Bastian Bielendorfer & Ekaterina Leonova 3 – Sarah Mangione & Vadim Garbuzov 4 – René Casselly & Kathrin Menzinger 6 – Amira Pocher & Massimo Sinató 8 – Janin Ullmann & Zsolt Sándor Cseke 10 – Mathias Mester & Renata Lusin |

Als Showact führte der Grün-Gold-Club Bremen einen Formationstanz auf. Am Ende mussten Mike Singer & Christina Luft sowie Bastian Bielendorfer & Ekaterina Leonova „zittern“. Erstere hatten die niedrigste Gesamtwertung und mussten die Show verlassen.
| Tanzpaar                                 | Tanz        | Musik                                                                | Jurypunkte | Jurypunkte | Jurypunkte | Gesamt |
| Tanzpaar                                 | Tanz        | Musik                                                                | González   | Mabuse     | Llambi     | Gesamt |
| ---------------------------------------- | ----------- | -------------------------------------------------------------------- | ---------- | ---------- | ---------- | ------ |
| Bastian Bielendorfer & Ekaterina Leonova | Freestyle   | Medley: Queen – We Will Rock You • Ludovico Einaudi – Experience     | 5          | 5          | 3          | 13     |
| Sarah Mangione & Vadim Garbuzov          | Freestyle   | Medley: Clueso – Neuanfang • M83 – Midnight City • Katy Perry – Roar | 8          | 8          | 6          | 22     |
| Amira Pocher & Massimo Sinató            | Freestyle   | Stromae – Papaoutai                                                  | 10         | 10         | 10         | 30     |
| Janin Ullmann & Zsolt Sándor Cseke       | Freestyle   | Florence + the Machine – You've Got the Love                         | 10         | 10         | 10         | 30     |
| Mathias Mester & Renata Lusin            | Freestyle   | Medley: Yiruma – River Flows in You • Seelemann – Mach dich groß     | 8          | 8          | 6          | 22     |
| René Casselly & Kathrin Menzinger        | Freestyle   | Rag 'n' Bone Man – Human                                             | 10         | 10         | 10         | 30     |
| Tanzduelle                               |             |                                                                      |            |            |            |        |
| René Casselly & Kathrin Menzinger        | Lindy Hop   | Jon Batiste – I Need you                                             | 10         | 10         | 10         | 30     |
| Janin Ullmann & Zsolt Sándor Cseke       | Lindy Hop   | Jon Batiste – I Need you                                             | 10         | 10         | 10         | 30     |
| Mathias Mester & Renata Lusin            | Streetdance | Ed Sheeran (Major Lazer Remix ft. Nyla & Kranium) – Shape of You     | 7          | 7          | 6          | 20     |
| Bastian Bielendorfer & Ekaterina Leonova | Streetdance | Ed Sheeran (Major Lazer Remix ft. Nyla & Kranium) – Shape of You     | 5          | 5          | 3          | 13     |
| Sarah Mangione & Vadim Garbuzov          | Bachata     | Aventura – Obsesión                                                  | 9          | 9          | 8          | 26     |
| Amira Pocher & Massimo Sinató            | Bachata     | Aventura – Obsesión                                                  | 9          | 9          | 7          | 25     |

Im Rahmen der Tanzduelle wurde zum ersten Mal bei Let’s Dance eine Bachata und zum zweiten Mal ein Lindy Hop getanzt. Bastian Bielendorfer schied aus.
| Tanzpaar                                              | Tanz       | Musik                                          | Jurypunkte | Jurypunkte | Jurypunkte | Gesamt |
| Tanzpaar                                              | Tanz       | Musik                                          | González   | Mabuse     | Llambi     | Gesamt |
| ----------------------------------------------------- | ---------- | ---------------------------------------------- | ---------- | ---------- | ---------- | ------ |
| Sarah Mangione & Vadim Garbuzov                       | Charleston | Yolanda Be Cool & DCUP – We No Speak Americano | 8          | 8          | 6          | 22     |
| René Casselly & Kathrin Menzinger                     | Jive       | Elvis Presley – Jailhouse Rock                 | 8          | 8          | 7          | 23     |
| Amira Pocher & Massimo Sinató                         | Paso Doble | Clint Mansell – Lux Aeterna                    | 10         | 9          | 9          | 28     |
| Janin Ullmann & Zsolt Sándor Cseke                    | Slowfox    | Blondie – Call Me                              | 10         | 10         | 10         | 30     |
| Mathias Mester & Renata Lusin                         | Tango      | The White Stripes – Seven Nation Army          | 9          | 9          | 8          | 26     |
| Trio-Dances                                           |            |                                                |            |            |            |        |
| Sarah Mangione & Vadim Garbuzov + Malika Dzumaev      | Rumba      | Imany – Don't be so shy                        | 9          | 8          | 8          | 25     |
| René Casselly & Kathrin Menzinger + Valentin Lusin    | Slowfox    | Frank Sinatra – Come Fly With Me               | 10         | 10         | 10         | 30     |
| Amira Pocher & Massimo Sinató + Andrzej Cibis         | Samba      | Ricky Martin – Shake Your Bon-Bon              | 8          | 8          | 7          | 23     |
| Janin Ullmann & Zsolt Sándor Cseke + Evgeny Vinokurov | Tango      | Ludwig van Beethoven – Für Elise               | 10         | 10         | 10         | 30     |
| Mathias Mester & Renata Lusin + Christina Luft        | Samba      | Jim Carrey – Cuban Pete                        | 9          | 9          | 9          | 27     |

Nach den Einzeltänzen zeigten die Prominenten Trio-Dances mit jeweils zwei Profitänzern. Mit Sarah Mangione musste zum ersten Mal eine Teilnehmerin mit einer 30-Punkte-Wertung die Show vor dem Halbfinale verlassen.
| Tanzpaar                           | Tanz             | Musik                                                        | Jurypunkte | Jurypunkte | Jurypunkte | Gesamt |
| Tanzpaar                           | Tanz             | Musik                                                        | González   | Mabuse     | Llambi     | Gesamt |
| ---------------------------------- | ---------------- | ------------------------------------------------------------ | ---------- | ---------- | ---------- | ------ |
| René Casselly & Kathrin Menzinger  | Charleston       | Sam Levine – Charleston                                      | 10         | 10         | 8          | 28     |
| René Casselly & Kathrin Menzinger  | Contemporary     | Aquilo – Silhouette                                          | 10         | 10         | 9          | 29     |
| Amira Pocher & Massimo Sinató      | Quickstepp       | Amy Winehouse – Valerie                                      | 8          | 9          | 6          | 23     |
| Amira Pocher & Massimo Sinató      | Tango            | W. A. Mozart – Symphony 40                                   | 10         | 9          | 9          | 28     |
| Janin Ullmann & Zsolt Sándor Cseke | Paso Doble       | Taalbi Brothers – Aroul                                      | 10         | 9          | 7          | 26     |
| Janin Ullmann & Zsolt Sándor Cseke | Rumba            | Vanesa Martín – Arráncame                                    | 10         | 10         | 10         | 30     |
| Mathias Mester & Renata Lusin      | Contemporary     | Declan J Donovan – Perfectly Imperfect                       | 8          | 9          | 7          | 24     |
| Mathias Mester & Renata Lusin      | Quickstepp       | Phil Collins – You Can’t Hurry Love                          | 10         | 10         | 9          | 29     |
| Impro-Dances                       |                  |                                                              |            |            |            |        |
| René Casselly & Kathrin Menzinger  | Salsa            | The Merrymen – Hot, Hot, Hot                                 | 9          | 10         | 8          | 27     |
| Amira Pocher & Massimo Sinató      | Slowfox          | Laurell – Habit                                              | 8          | 8          | 6          | 22     |
| Janin Ullmann & Zsolt Sándor Cseke | Langsamer Walzer | Phil Collins – Against All Odds                              | 9          | 8          | 7          | 24     |
| Mathias Mester & Renata Lusin      | Jive             | Jermaine Jackson & Pia Zadora – When the Rain Begins to Fall | 7          | 7          | 5          | 19     |

Nach den Einzeltänzen zeigten alle Paare Improvisationen auf Tänze, die direkt davor per Losentscheid ermittelt wurden. Amira Pocher musste am Ende die Show verlassen.
| Tanzpaar                           | Tanz         | Musik | Jurypunkte | Jurypunkte | Jurypunkte | Gesamt |
| Tanzpaar                           | Tanz         | Musik | González   | Mabuse     | Llambi     | Gesamt |
| ---------------------------------- | ------------ | --- | ---------- | ---------- | ---------- | ------ |
| Janin Ullmann & Zsolt Sándor Cseke | Cha-Cha-Cha  | La Maxima 79 – Habia Cavour                                                                                                   | 9          | 9          | 9          | 27     |
| Janin Ullmann & Zsolt Sándor Cseke | Contemporary | Demi Lovato – Stone Cold | 10         | 10         | 9          | 29     |
| Janin Ullmann & Zsolt Sándor Cseke | Freestyle    | Medley aus Burlesque mit Christina Aguilera – Express und Show Me How You Burlesque & Cher – Welcome to Burlesque             | 10         | 10         | 10         | 30     |
| René Casselly & Kathrin Menzinger  | Cha-Cha-Cha  | DNCE – Cake by the Ocean | 9          | 9          | 10         | 28     |
| René Casselly & Kathrin Menzinger  | Tango        | John Powell – Assassin's Tango                                                                                                | 10         | 10         | 10         | 30     |
| René Casselly & Kathrin Menzinger  | Freestyle    | Medley zum Motto „Final Show“ mit 2WEI & Marvin Brooks – Pushin On / Kygo feat. Parson James – Stole the Show                 | 10         | 10         | 10         | 30     |
| Mathias Mester & Renata Lusin      | Rumba        | Roxette – It Must Have Been Love                                                                                              | 8          | 8          | 8          | 24     |
| Mathias Mester & Renata Lusin      | Paso Doble   | Europe – The Final Countdown                                                                                                  | 10         | 10         | 10         | 30     |
| Mathias Mester & Renata Lusin      | Freestyle    | Medley zum Thema „Die Schlümpfe“ mit Mambo No.5, They're Coming, Right Said Fred – I'm Too Smurfy & LMFAO – Party Rock Anthem | 10         | 10         | 10         | 30     |

Im Finale zeigten die Paare einen Jury-Tanz, für den sie von einem Juror trainiert wurden, ihren Lieblingstanz sowie einen Freestyle. René Casselly und Kathrin Menzinger erreichten die höchste Punktzahl bei der Jury und gewannen den Wettbewerb.
| Tanzpaar                             | Tanz      | Musik |
| ------------------------------------ | --------- | --- |
| Kathrin Menzinger & Evgeny Vinokurov | Freestyle | Moulin Rouge: Ewan McGregor, Jacek Koman und José Feliciano – El Tango de Roxanne                                                                              |
| Renata Lusin & Christian Polanc      | Freestyle | Medley: A Mexican Drama – Jose Feliciano – Malaguena • Salma Hayek – Quedate Aqui • Picasso Cerrado – El Mariachi Theme                                        |
| Massimo Sinató & Vadim Garbuzov      | Freestyle | Medley: Schwanensee – David Garrett – Swan Lake Theme • District 78 – BLACK Swan                                                                               |
| Marta Arndt & Zsolt Sándor Cseke     | Freestyle | Medley: Die Marionette – Yann Tiersen – Comptine d'un autre étè • I've Never Been There                                                                        |
| Malika Dzumaev & Robert Beitsch      | Freestyle | Medley: Latin Summer Nights – Jose Feliciano – She Bangs • Maria • Livin' La Vida Loca                                                                         |
| Isabel Edvardsson & Valentin Lusin   | Freestyle | Medley: Zeit für die Liebe – Udo Jürgens – Das ist dein Tag • Schenk mir noch eine Stunde • Aber bitte mit Sahne • Mein größter Wunsch                         |
| Ekaterina Leonova & Oxana Lebedew    | Freestyle | Yin & Yang – DiDuLa – Flamenco |
| Christina Luft & Andrzej Cibis       | Freestyle | Medley: Wir, einfach unverbesserlich – Heitor Pereira – PX-41 Labs • Going to Save the World • The Minions – Another Drinking Song • Pharrell Williams – Happy |
| Anastasia Bodnar & Alexandru Ionel   | Freestyle | What About Us? – Michael Jackson – Earth Song |
| Patricija Ionel & Sergiu Luca        | Freestyle | Medley: Cinderella – Patrick Doyle – Who Is She • Khatchaturian – Maquerade                                                                                    |
|                                      |           | Ergebnis |

## Tanztabelle
| Paar                         | Kennenlern- show | Show 1           | Show 2        | Show 3           | Show 4        | Show 4                            | Show 5           | Show 6           | Show 7           | Show 7                  | Show 8      | Show 8            | Show 9    | Show 9      | Show 10    | Show 10 | Show 11      | Show 11      | Show 11                          | Show 12       | Show 12       | Show 12       |
| ---------------------------- | ---------------- | ---------------- | ------------- | ---------------- | ------------- | --------------------------------- | ---------------- | ---------------- | ---------------- | ----------------------- | ----------- | ----------------- | --------- | ----------- | ---------- | ------- | ------------ | ------------ | -------------------------------- | ------------- | ------------- | ------------- |
| René & Kathrin • Regina      | Cha-Cha-Cha      | Langsamer Walzer | Paso Doble    | Quickstepp       | Rumba         | Freestyle (Boys-vs.-Girls-Battle) |                  | Samba            | Tango            | Freestyle (Team Motsi)  | Salsa       | Discofox-Marathon | Freestyle | Lindy Hop   | Jive       | Slowfox | Charleston   | Contemporary | Salsa (Improvisation)            | Cha-Cha-Cha   | Tango         | Freestyle     |
| Janin & Zsolt                | Tango            | Cha-Cha-Cha      | Jive          | Contemporary     | Samba         | Freestyle (Boys-vs.-Girls-Battle) | Langsamer Walzer | Salsa            | Charleston       | Freestyle (Team Jorge)  | Quickstepp  | Discofox-Marathon | Freestyle | Lindy Hop   | Slowfox    | Tango   | Paso Doble   | Rumba        | Langsamer Walzer (Improvisation) | Cha-Cha-Cha   | Contemporary  | Freestyle     |
| Mathias & Renata • Patricija | Salsa            | Cha-Cha-Cha      | Paso Doble    | Langsamer Walzer | Salsa         | Freestyle (Boys-vs.-Girls-Battle) | Charleston       | Rumba            | Jive             | Freestyle (Team Motsi)  | Slowfox     | Discofox-Marathon | Freestyle | Streetdance | Tango      | Samba   | Contemporary | Quickstepp   | Jive (Improvisation)             | Rumba         | Paso Doble    | Freestyle     |
| Amira & Massimo              | Tango            | Salsa            | Slowfox       | Rumba            | Jive          | Freestyle (Boys-vs.-Girls-Battle) | Contemporary     | Charleston       | Langsamer Walzer | Freestyle (Team Llambi) | Cha-Cha-Cha | Discofox-Marathon | Freestyle | Bachata     | Paso Doble | Samba   | Quickstepp   | Tango        | Slowfox (Improvisation)          | Charleston    | Charleston    | Charleston    |
| Sarah & Vadim                | Cha-Cha-Cha      | Tango            | Wiener Walzer | Cha-Cha-Cha      | Contemporary  | Freestyle (Boys-vs.-Girls-Battle) | Jive             | Slowfox          | Salsa            | Freestyle (Team Jorge)  | Quickstepp  | Discofox-Marathon | Freestyle | Bachata     | Charleston | Rumba   |              |              |                                  | Slowfox       | Slowfox       | Slowfox       |
| Bastian & Ekaterina          | Salsa            | Quickstepp       | Rumba         | Cha-Cha-Cha      | Charleston    | Freestyle (Boys-vs.-Girls-Battle) | Slowfox          | Tango            | Rumba            | Freestyle (Team Llambi) | Paso Doble  | Discofox-Marathon | Freestyle | Streetdance |            |         |              |              |                                  | Tango         | Tango         | Tango         |
| Mike & Christina             | Quickstepp       | Salsa            | Cha-Cha-Cha   | Charleston       | Wiener Walzer | Freestyle (Boys-vs.-Girls-Battle) | Quickstepp       | Contemporary     | Jive             | Freestyle (Team Llambi) | Tango       | Discofox-Marathon |           |             |            |         |              |              |                                  | Charleston    | Charleston    | Charleston    |
| Timur & Malika • Patricija   | Cha-Cha-Cha      | Quickstepp       | Rumba         |                  | Tango         | Freestyle (Boys-vs.-Girls-Battle) | Cha-Cha-Cha      | Jive             | Wiener Walzer    | Freestyle (Team Jorge)  |             |                   |           |             |            |         |              |              |                                  | Rumba         | Rumba         | Rumba         |
| Caroline & Valentin          | Wiener Walzer    | Quickstepp       | Salsa         |                  | Tango         | Freestyle (Boys-vs.-Girls-Battle) | Slowfox          | Langsamer Walzer |                  |                         |             |                   |           |             |            |         |              |              |                                  | Salsa         | Salsa         | Salsa         |
| Michelle & Christian         | Quickstepp       | Tango            | Cha-Cha-Cha   | Langsamer Walzer | Jive          | Freestyle (Boys-vs.-Girls-Battle) | Rumba            |                  |                  |                         |             |                   |           |             |            |         |              |              |                                  |               |               |               |
| Lilly & Andrzej • Jimmie     | Wiener Walzer    | Cha-Cha-Cha      | Rumba         |                  | Quickstepp    | Freestyle (Boys-vs.-Girls-Battle) |                  |                  |                  |                         |             |                   |           |             |            |         |              |              |                                  | Quickstepp    | Quickstepp    | Quickstepp    |
| Riccardo & Isabel            | Tango            | Wiener Walzer    | Jive          | Cha-Cha-Cha      | Salsa         | Freestyle (Boys-vs.-Girls-Battle) |                  |                  |                  |                         |             |                   |           |             |            |         |              |              |                                  | Wiener Walzer | Wiener Walzer | Wiener Walzer |
| Cheyenne & Evgeny            | Cha-Cha-Cha      | Quickstepp       | Rumba         |                  |               |                                   |                  |                  |                  |                         |             |                   |           |             |            |         |              |              |                                  | Quickstepp    | Quickstepp    | Quickstepp    |
| Hardy & Patricija            | Tango            |                  |               |                  |               |                                   |                  |                  |                  |                         |             |                   |           |             |            |         |              |              |                                  |               |               |               |

Höchste Bewertung00Niedrigste Bewertung00Paar ist nicht angetreten00Paar ist ausgeschieden00Nichtbewerteter Finaltanz

## Höchste und niedrigste Bewertung

### Nach Tanz
| Tanz                     | Bester Promi | Punktzahl | Schlechtester Promi                                                                                                 | Punktzahl |
| ------------------------ | --- | --------- | --- | --------- |
| Bachata                  | Sarah Mangione | 26        | Amira Pocher | 25        |
| Cha-Cha-Cha              | René Casselly | 28        | Bastian Bielendorfer                                                                                                | 7         |
| Charleston               | Amira Pocher Janin Ullmann                                                                                          | 30        | Bastian Bielendorfer                                                                                                | 9         |
| Contemporary             | Janin Ullmann Sarah Mangione                                                                                        | 30        | Mathias Mester | 24        |
| Discofox                 | Mathias Mester | 10 von 10 | Mike Singer | 1 von 10  |
| Freestyle                | Amira Pocher 2× René Casselly 2× Janin Ullmann Mathias Mester                                                       | 30        | Bastian Bielendorfer                                                                                                | 13        |
| Freestyle Boys-vs.-Girls | Timur Ülker René Casselly Mike Singer Riccardo Basile Bastian Bielendorfer Mathias Mester                           | 8 von 10  | Sarah Mangione Caroline Bosbach Amira Pocher Janin Ullmann Michelle Lilly zu Sayn-Wittgenstein-Berleburg            | 7 von 10  |
| Freestyle Jury-Teamtanz  | Sarah Mangione Janin Ullmann Timur Ülker René Casselly Mathias Mester Amira Pocher Bastian Bielendorfer Mike Singer | 19 von 20 | Sarah Mangione Janin Ullmann Timur Ülker René Casselly Mathias Mester Amira Pocher Bastian Bielendorfer Mike Singer | 19 von 20 |
| Jive                     | Timur Ülker Mathias Mester                                                                                          | 26        | Riccardo Basile | 15        |
| Langsamer Walzer         | Janin Ullmann | 28        | Michelle | 14        |
| Lindy Hop                | René Casselly Janin Ullmann                                                                                         | 30        | René Casselly Janin Ullmann                                                                                         | 30        |
| Paso Doble               | Mathias Mester | 30        | Bastian Bielendorfer                                                                                                | 16        |
| Quickstepp               | Janin Ullmann | 30        | Bastian Bielendorfer                                                                                                | 8         |
| Rumba                    | Janin Ullmann | 30        | Lilly zu Sayn-Wittgenstein-Berleburg                                                                                | 7         |
| Salsa                    | Mathias Mester Janin Ullmann                                                                                        | 29        | Bastian Bielendorfer Mike Singer                                                                                    | 10        |
| Samba                    | Mathias Mester | 27        | René Casselly | 20        |
| Slowfox                  | Janin Ullmann René Casselly                                                                                         | 30        | Bastian Bielendorfer                                                                                                | 13        |
| Streetdance              | Mathias Mester | 20        | Bastian Bielendorfer                                                                                                | 13        |
| Tango                    | 2× René Casselly Janin Ullmann                                                                                      | 30        | Hardy Krüger jr. | 13        |
| Wiener Walzer            | Sarah Mangione | 22        | Riccardo Basile | 13        |

Punktezahlen nach drei, zwei oder einer 10-Punkte-Skala der Jury

### Nach Paar
| Tanzpaar                   | Höchstbewerteter Tanz                                                         | Punktzahl | Niedrigstbewerteter Tanz | Punktzahl |
| -------------------------- | ----------------------------------------------------------------------------- | --------- | ------------------------ | --------- |
| Amira & Massimo            | Charleston Freestyle                                                          | 30        | Salsa                    | 14        |
| Bastian & Ekaterina        | Tango Rumba                                                                   | 17        | Cha-Cha-Cha              | 7         |
| Caroline & Valentin        | Tango Langsamer Walzer                                                        | 16        | Salsa                    | 11        |
| Cheyenne & Evgeny          | Quickstepp                                                                    | 20        | Cha-Cha-Cha              | 13        |
| Hardy & Patricija          | Tango                                                                         | 13        | Tango                    | 13        |
| Janin & Zsolt              | Contemporary Charleston Quickstepp 2× Freestyle Lindy Hop Slowfox Tango Rumba | 30        | Cha-Cha-Cha              | 20        |
| Lilly & Andrzej • Jimmie   | Quickstepp                                                                    | 16        | Rumba                    | 7         |
| Mathias & Renata           | Paso Doble Freestyle                                                          | 30        | Rumba                    | 16        |
| Michelle & Christian       | Jive                                                                          | 19        | Cha-Cha-Cha              | 11        |
| Mike & Christina           | Contemporary                                                                  | 26        | Salsa                    | 10        |
| Riccardo & Isabel          | Cha-Cha-Cha                                                                   | 17        | Wiener Walzer Salsa      | 13        |
| René & Kathrin             | 2× Tango 2× Freestyle Lindy Hop Slowfox                                       | 30        | Langsamer Walzer         | 19        |
| Sarah & Vadim              | Contemporary                                                                  | 30        | Cha-Cha-Cha              | 15        |
| Timur & Malika • Patricija | Jive                                                                          | 26        | Rumba                    | 11        |

Punktezahlen nach drei 10-Punkte-Skalen der Jury